# رویپتسیگ
رویپتسیگ (به آلمانی: Reupzig) یک منطقهٔ مسکونی در آلمان است که در زودلیشس آنهالت واقع شده‌است. رویپتسیگ ۳۲۸ نفر جمعیت دارد.